# Röfingen
Röfingen ist eine Gemeinde im schwäbischen Landkreis Günzburg in Bayern. Die Gemeinde ist Mitglied der Verwaltungsgemeinschaft Haldenwang.

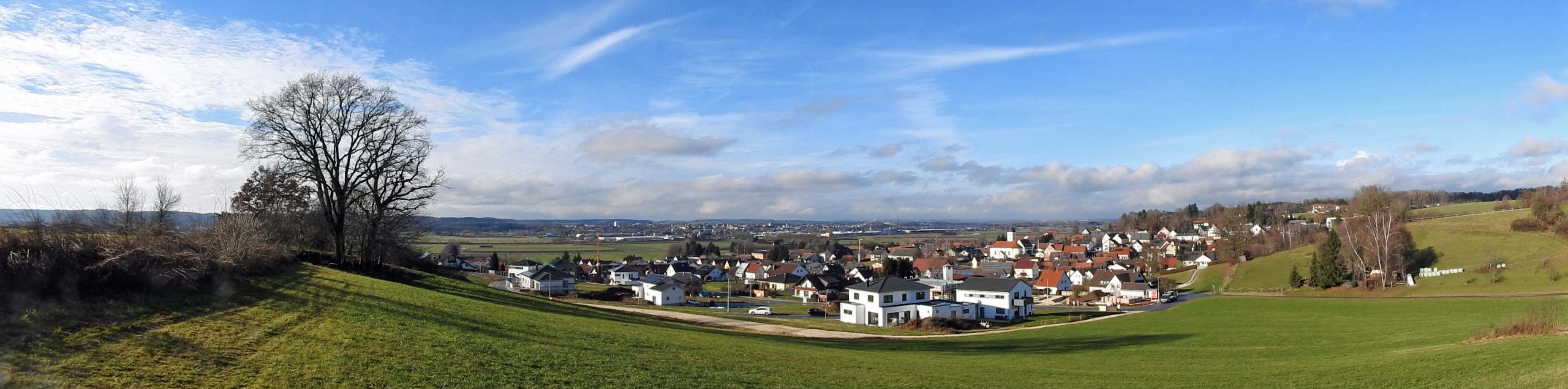
Röfingen von Südosten, im Hintergrund Burgau

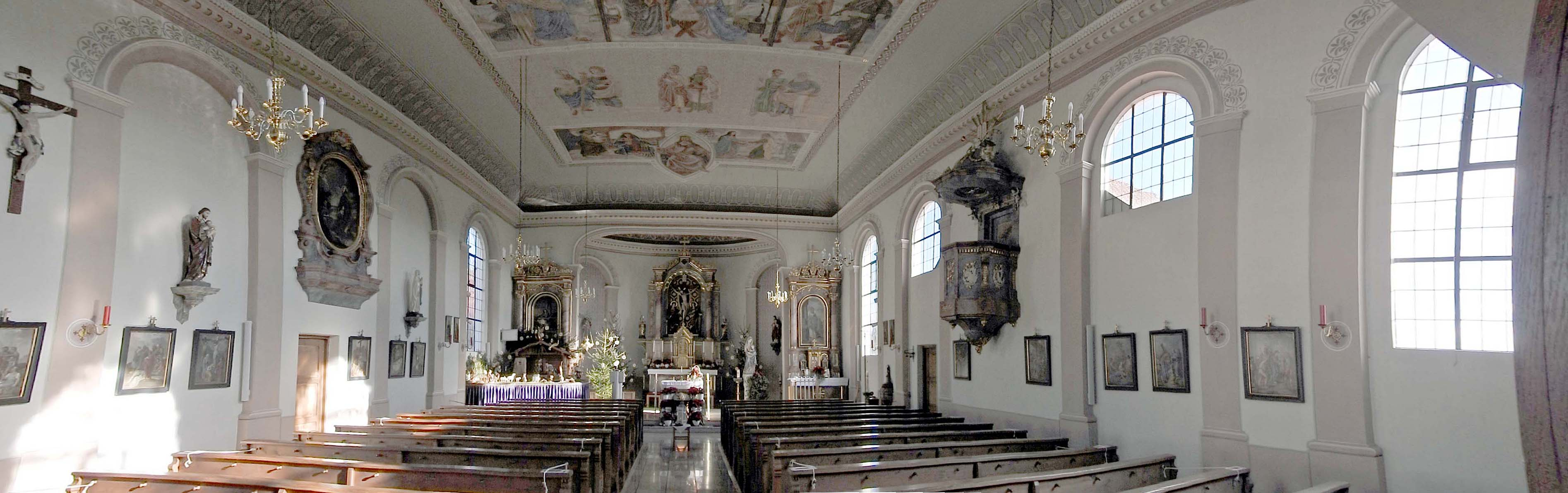
Innenansicht der Pfarrkirche St. Margareta in Röfingen

## Geografie
Die Gemeinde liegt in der Region Donau-Iller und umfasst die Gemarkungen Roßhaupten und Röfingen. Das Pfarrdorf Röfingen und das Kirchdorf Roßhaupten sind die zwei Gemeindeteile der Gemeinde Röfingen.

## Geschichte

### Bis zur Gemeindegründung
Röfingen liegt historisch in der Markgrafschaft Burgau, die von 1301 bis zum Frieden von Preßburg im Jahr 1805 dem  Haus Habsburg gehörte. Im Vertragswerk von 1805 fiel die ganze Markgrafschaft an das Königreich Bayern. Im Zuge der Verwaltungsreformen im Königreich Bayern entstand mit dem Gemeindeedikt von 1818 die Gemeinde Röfingen.

### Fusion
Im Zuge der Gebietsreform schlossen sich am 1. Juli 1972 die Gemeinden Röfingen und Roßhaupten zusammen.

### Einwohnerentwicklung
- 1961: 1113 Einwohner, davon 330 in Roßhaupten
- 1970: 1135 Einwohner, davon 353 in Roßhaupten
- 1987: 1099 Einwohner
- 1991: 1139 Einwohner
- 1995: 1159 Einwohner
- 2000: 1181 Einwohner
- 2005: 1158 Einwohner
- 2010: 1099 Einwohner
- 2015: 1090 Einwohner
- 2020: 1156 Einwohner

Zwischen 1988 und 2018 wuchs die Gemeinde von 1083 auf 1145 um 62 Einwohner bzw. um 5,7 %.

## Politik
Der Gemeinderat hat zwölf Mitglieder. Bei der Kommunalwahl 2020 entfielen auf die Unabhängigen Wähler (49,5 %) und die Bürgerliste (50,5 %) jeweils sechs Mandate.
Bürgermeister ist seit 2014 Hans Brendle (Unabhängige Wähler Röfingen/Roßhaupten); er wurde am 15. März 2020 für weitere sechs Jahre im Amt bestätigt.

## Wappen

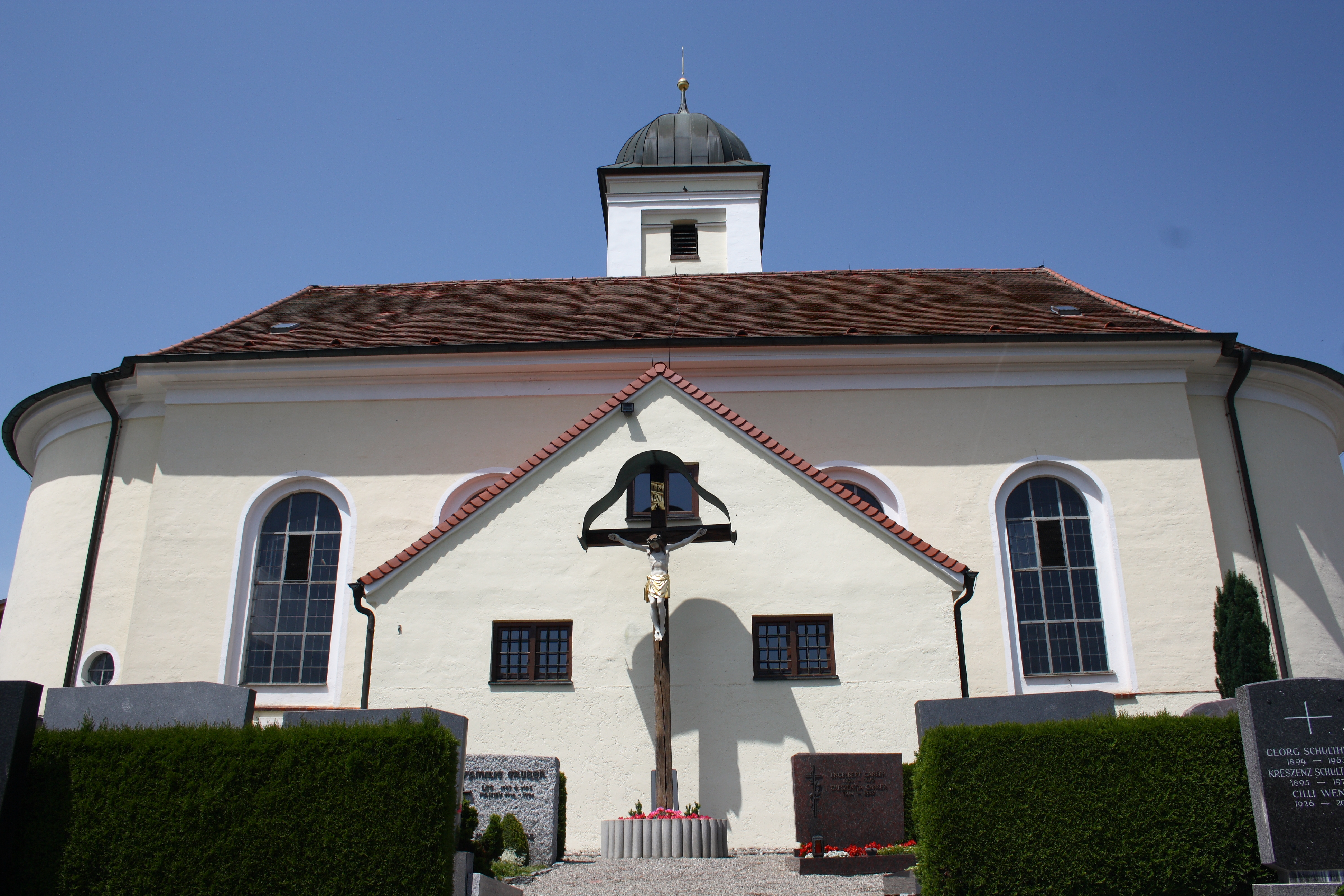
Pfarrkirche St. Margareth in Röfingen

| Wappen Gde. Röfingen | Blasonierung: „Über goldenem Schildfuß, darin drei schwarze Pfähle, gespalten; vorne fünfmal schräglinksgeteilt von Silber und Rot, überdeckt mit einem goldenen Pfahl, hinten in Rot ein silberner Pferdekopf.“ |
| Wappen Gde. Röfingen | Wappenführung seit 1986 |

## Wirtschaft und Infrastruktur

### Wirtschaft einschließlich Land- und Forstwirtschaft
2022 gab es 240 sozialversicherungspflichtig Beschäftigten am Arbeitsort, 549 sozialversicherungspflichtig Beschäftigte am Wohnort und 15 Arbeitslose. Im verarbeitenden Gewerbe gab es einen Betrieb, im Bauhauptgewerbe zwei Betriebe. Im Jahr 2020 bestanden zudem 11 landwirtschaftliche Betriebe mit einer landwirtschaftlich genutzten Fläche von 315 ha.

### Bildung
Es gibt folgende Einrichtungen (Stand: 2024):
- Kindergärten: 50 Kindergartenplätze
- Krippe: 15 Kinderkrippenplätze[8]
- Grundschule: 164 Schüler und 15 Lehrer (Stand: 2022/23)[9]